# Revista de Engenharia
A Revista de Engenharia foi uma revista técnica inicialmente mensal, depois quinzenal, editada entre 1879 e 1891, no Rio de Janeiro.
A edição número 1 anunciava a direção do engenheiro civil Francisco Barret Picanço da Costa, tendo como colaboradores Vieira Souto, André Rebouças, Augusto Telles, Americo dos Santos, Godofredo Taunay, J. Ewbank, José Rebouças, Augusto Fomm Junior, Gustavo da Silveira, Nerval de Gouveia, Antonio de Paula Freitas, Manoel Timotheo, J.L. Coelho, Horácio Antunes, V. Belfort, Araujo e Souza e etc.
No número 1 a revista definia –se como “um periódico científico; estuda das teorias matemáticas aplicadas às artes, não esquecendo as ciências físicas e naturais que lhes forem acessórias. Procura criar uma correspondência com as estradas de ferro, comissões hidráulicas, oficinas de máquinas, telégrafos e mais dependências da Engenharia Brasileira. Destina-se a defender os direitos dos engenheiros brasileiros e a estudar a administração da classe”. Os exemplares tinham de 10 a 20 páginas, com  artigos técnicos e propaganda de máquinas, predominantemente de fabricação inglesa. Temas relativos às estradas de ferro e seus insumos predominaram em todo o período.
José Américo dos Santos assume a direção em 1880. José Américo foi presidente da Associação Industrial, naquela década. Em 28 de dezembro de 1891 o proprietário e redator da Revista  anuncia que, “ tendo quase centuplicado as despesas e estando o câmbio à taxa tão baixa como atualmente”, não teve continuar a editá-la.
A Hemeroteca Nacional disponibiliza a coleção completa.